# 2001년 헤라트 봉기
2001년 헤라트 봉기는 아프가니스탄 전쟁 중 아프가니스탄의 주요 도시 헤라트에서 발생한 조직적 봉기이다. 아프가니스탄 구국 이슬람 통일 전선이 2001년 11월 12일 미국과 영국, 이란의 특수 부대와 함께 헤라트를 점령했다. 이 전쟁은 아프가니스탄 전쟁에서 이란과 미국이 최초로 펼친 합동 작전이기도 하다.

## 교전국
미국 특작부는 토마스 프랭크스가 지휘하는 미국 육군 레인저와 델타 포스로 구성되어 있었다. 미군과 함께 작전에 참여하는 국가에는 이란, 영국, 그리고 반탈레반 세력인 이슬람 구국 통일 전선이 있었다. 이란 군은 이슬람 혁명 수비군의 사령관 아야 라힘 사파비가 이끄는 쿠드스군으로 구성되어 있었으며 아프가니스탄 구국 이슬람 통일 전선은 소련-아프가니스탄 전쟁의 사령관이자 헤라트의 통치자였던 이스마일 칸 휘하 5,000명으로 구성되어 있었다. 영국 특수 부대는 국가 안보를 위해 중립으로 남아 있었고 그들의 사령부 조직에서 벗어나지 않았으나 작전에 참여했다.

## 계획
프랭크스 장군과 아야 라힘 사파비에 의해 짜여진 계획은 이란 특수 부대가 조심스럽게 도시로 진입해 탈레반에 맞서 반란을 일으키는 것에서 시작되었다. 이스마일 칸의 부대가 도시에 진입하여 남아 있는 부대원들을 도시로 이끌고 미국 특수 부대 CIA 요원들이 테헤란에서 이란 정보국과 함께 작전을 지켜보기로 되어 있었다.

## 작전
2001년 10월 7일 작전이 개시되었다. 10월 말까지 미국은 헤라트 주변의 전차, 통신 시설과 지하 시설을 폭격하였다. 2001년 11월 11일 미국 특수 부대가 헬리콥터를 통해 헤라트로 진입했다. 계획한대로, 이란 특수부대는 헤라트에 몰래 진입해 11월 12일부터 반란을 시작하였다. 반란은 이스마일 칸에 의하면 성공적으로 진행되어 탈레반 지도자들에 대한 지역 봉기로 확산되었다. 이슬람 구국 통일 전선과 시아파 하자라족, 그리고 소수의 미국 특수 부대원이 도시로 진입했다. 헤라트 거주민들도 칼, 몽둥이, 총을 가지고 봉기에 참여했으며 탈레반 지도자들은 이란-아프가니스탄 국경 지대로 도주했다. 체첸인과 아랍인을 비로산 수감자들이 비밀리에 이동되었다.

## 여파
봉기는 거주민들의 축포와 동시에 진행되었다. 이란 언론들은 자동차의 경적을 울리고 지붕 위에서 춤추는 사람들이 보인다고 방송할 정도였다. 이스마일 칸 서부 아프가니스탄의 아미르로써 자신의 권력을 굳히며 그의 병력을 지키기 위해 12월부터 이란에서 오는 금품 트럭들을 빼앗았다. 이스마일 칸은 옛 탈레반 병사들에게 자진 신고하도록 했지만 다시 한 번 탈레반으로 간다면 복수할 것이라 이야기했다 2004년까지 칸은 헤라트의 통치자로 남았지만 아프가니스탄 대통령 하미드 카르자이에게 묵살당했다. 칸의 불복종은 폭력적 시위를 낳았다.